# Hagen Stamm
Hagen Stamm (ur. 12 czerwca 1960 w Berlinie Zachodnim) – były zachodnioniemiecki piłkarz wodny, zdobywca brązowego medalu Igrzysk Olimpijskich w Los Angeles. W 2021 otrzymał Berliński Order Zasługi.